# Aganosma petelotii
Aganosma petelotii là một loài thực vật có hoa trong họ La bố ma. Loài này được Lý mô tả khoa học đầu tiên năm 1981.